# ブルックバラ子爵
ブルックバラ子爵（英語: Viscount Brookeborough）は、連合王国貴族の子爵位。北アイルランド首相を務める第5代準男爵バジル・ブルックが1952年に叙せられたのに始まる。

## 歴史
ブルック一族はドニゴール県総督を務めたサー・バジル・ブルック（Basil Brooke, 1567年 - ）に遡れる。その息子ヘンリー・ブルックは、アルスターのアチャド・ロン (Achadh Lon) の土地を与えられ、この土地はブルックバラと改称された。彼はドニゴール総督やブルックバラ選出のアイルランド議会庶民院議員を務めた。
その子孫で最初に称号を得たのはアイルランド庶民院議員を務めていたアーサー・ブルック（Arthur Brooke, 1715年 - 1785年）であり、彼は1764年1月3日にアイルランド準男爵位の（ファーマナ県におけるコールブルックのブルック）準男爵 (Baronet "Brooke, of Colebrooke, co. Fermanagh") に叙せられたが、男子がなかったため、この称号は1代で廃絶している。
ついでその甥にあたるヘンリー・ブルック（Henry Brooke, 1770年 – 1834年）が1822年1月7日に連合王国準男爵位の（ファーマナ県におけるコールブルックのブルック）準男爵 (Baronet "Brooke, of Colebrooke, co. Fermanagh") に叙せられた。
その息子の2代準男爵アーサー・ブリンズリー・ブルック（Arthur Brinsley Brooke, 1797年 – 1854年）は、連合王国議会の庶民院議員を務めた。
その息子の3代準男爵ヴィクター・アレグザンダー・ブルック（Victor Alexander Brooke, 1843年 – 1891年）の末息子アラン・フランシス・ブルック（Alan Francis Brooke, 1883年 – 1963年）は、陸軍軍人として陸軍元帥まで昇進し、1946年に連合王国貴族爵位アランブルック子爵に叙せられている。
一方、準男爵位の方はその兄のアーサー・ダグラス・ブルック（Arthur Douglas Brooke, 1865年 – 1907年）が継承した（第4代準男爵）。
その息子の5代準男爵バジル・スタンレイク・ブルック（Basil Stanlake Brooke, 1888年 – 1973年）は、北アイルランド議会の議員となり、アルスター統一党の政治家として北アイルランドの閣僚職を歴任し、1943年から1963年にかけては北アイルランド首相を務め、その間の1952年7月4日に連合王国貴族ファーマナ県におけるコールブルックのブルックバラ子爵 (Viscount Brookeborough, of Colebrooke in the County of Fermanagh) に叙せられ、連合王国議会の貴族院議員にも列した。
その息子である第2代ブルックバラ子爵ジョン・ウォーデン・ブルック（John Warden Brooke, 1922年 – 1987年）も連合王国貴族院議員とともに北アイルランド議会議員を務めた。
現在の当主はその息子である3代ブルックバラ子爵アラン・ヘンリー・ブルック（Alan Henry Brooke, 1952年 - ）である。彼は1999年に世襲貴族枠の貴族院議員の議席が92議席に限定された後も世襲貴族枠の貴族院議員を務めており、2018年4月23日にはガーター勲章を受章している。

## 現当主の保有爵位/準男爵位
現当主アラン・ブルックは以下の爵位を保有している。
- ファーマナ県におけるコールブルックの第3代ブルックバラ子爵 (3rd Viscount Brookeborough, of Colebrooke in the County of Fermanagh)
(1952年7月4日の勅許状による連合王国貴族爵位)
- (コール・ブルックの)第7代準男爵(7th Baronet, "of Cole Brooke")
(1822年1月7日の勅許状による連合王国準男爵位)

## 歴代当主一覧

### （クランブルックのブルック）準男爵（1822年）
- 初代準男爵サー・ヘンリー・ブルック（Henry Brooke, 1770年 – 1834年）
- 2代準男爵サー・アーサー・ブリンズリー・ブルック（英語版）（Arthur Brinsley Brooke, 1797年 – 1854年） 先代の息子
- 3代準男爵サー・ヴィクター・アレグザンダー・ブルック（英語版）（Victor Alexander Brooke, 1843年 – 1891年） 先代の息子
- 4代準男爵サー・アーサー・ダグラス・ブルック（Arthur Douglas Brooke, 1865年 – 1907年） 先代の息子
- 5代準男爵サー・バジル・スタンレイク・ブルック（Basil Stanlake Brooke, 1888年 – 1973年） 先代の息子。1952年にブルックバラ子爵に叙される。

### ブルックバラ子爵（1952年)
- 初代ブルックバラ子爵バジル・スタンレイク・ブルック（Basil Stanlake Brooke, 1888年 – 1973年）
- 2代ブルックバラ子爵ジョン・ウォーデン・ブルック（英語版）（John Warden Brooke, 1922年 – 1987年） 先代の息子
- 3代ブルックバラ子爵アラン・ヘンリー・ブルック（Alan Henry Brooke, 1952年 - ） 先代の息子
  - 推定相続人は、現当主の弟クリストファー・アーサー・ブルック（Christopher Arthur Brooke, 1954年 - ）

## 系図
|                                                             |                                                        |                                                        |                                                        |                                                        |                                                        |            |  | ヘンリー・ブルック (生年不詳-1761)                  |                                                     |                                                     |                                                     |                                                     |                                                     |  |  |  |  |  |  |  |  |  |  |
|                                                             |                                                        |                                                        |                                                        |                                                        |                                                        |            |  |                                                     |                                                     |                                                     |                                                     |                                                     |                                                     |  |  |  |  |  |  |  |  |  |  |
|                                                             |                                                        |                                                        |                                                        |                                                        |                                                        |            |  |                                                     |                                                     |                                                     |                                                     |                                                     |                                                     |  |  |  |  |  |  |  |  |  |  |
| 1764年準男爵                                                |                                                        |                                                        |                                                        |                                                        |                                                        |            |  |                                                     |                                                     |                                                     |                                                     |                                                     |                                                     |  |  |  |  |  |  |  |  |  |  |
| 初代準男爵 アーサー・ブルック (1715–1785)                   | 初代準男爵 アーサー・ブルック (1715–1785)              | 初代準男爵 アーサー・ブルック (1715–1785)              | 初代準男爵 アーサー・ブルック (1715–1785)              | 初代準男爵 アーサー・ブルック (1715–1785)              | 初代準男爵 アーサー・ブルック (1715–1785)              |            |  | フランシス・ブルック (?–1800)                       | フランシス・ブルック (?–1800)                       | フランシス・ブルック (?–1800)                       | フランシス・ブルック (?–1800)                       | フランシス・ブルック (?–1800)                       | フランシス・ブルック (?–1800)                       |  |  |  |  |  |  |  |  |  |  |
| 初代準男爵 アーサー・ブルック (1715–1785)                   | 初代準男爵 アーサー・ブルック (1715–1785)              | 初代準男爵 アーサー・ブルック (1715–1785)              | 初代準男爵 アーサー・ブルック (1715–1785)              | 初代準男爵 アーサー・ブルック (1715–1785)              | 初代準男爵 アーサー・ブルック (1715–1785)              | 準男爵廃絶 |  | フランシス・ブルック (?–1800)                       | フランシス・ブルック (?–1800)                       | フランシス・ブルック (?–1800)                       | フランシス・ブルック (?–1800)                       | フランシス・ブルック (?–1800)                       | フランシス・ブルック (?–1800)                       |  |  |  |  |  |  |  |  |  |  |
|                                                             |                                                        |                                                        |                                                        |                                                        |                                                        |            |  |                                                     |                                                     |                                                     |                                                     |                                                     |                                                     |  |  |  |  |  |  |  |  |  |  |
|                                                             |                                                        |                                                        |                                                        |                                                        |                                                        |            |  | 1822年準男爵                                        |                                                     |                                                     |                                                     |                                                     |                                                     |  |  |  |  |  |  |  |  |  |  |
|                                                             |                                                        |                                                        |                                                        |                                                        |                                                        |            |  | 初代準男爵 ヘンリー・ブルック (1770–1834)           |                                                     |                                                     |                                                     |                                                     |                                                     |  |  |  |  |  |  |  |  |  |  |
|                                                             |                                                        |                                                        |                                                        |                                                        |                                                        |            |  |                                                     |                                                     |                                                     |                                                     |                                                     |                                                     |  |  |  |  |  |  |  |  |  |  |
|                                                             |                                                        |                                                        |                                                        |                                                        |                                                        |            |  | 2代準男爵 アーサー・ブルック (1797–1854)            |                                                     |                                                     |                                                     |                                                     |                                                     |  |  |  |  |  |  |  |  |  |  |
|                                                             |                                                        |                                                        |                                                        |                                                        |                                                        |            |  |                                                     |                                                     |                                                     |                                                     |                                                     |                                                     |  |  |  |  |  |  |  |  |  |  |
|                                                             |                                                        |                                                        |                                                        |                                                        |                                                        |            |  | 3代準男爵 ヴィクター・ブルック (1843–1891)          |                                                     |                                                     |                                                     |                                                     |                                                     |  |  |  |  |  |  |  |  |  |  |
|                                                             |                                                        |                                                        |                                                        |                                                        |                                                        |            |  |                                                     |                                                     |                                                     |                                                     |                                                     |                                                     |  |  |  |  |  |  |  |  |  |  |
|                                                             |                                                        |                                                        |                                                        |                                                        |                                                        |            |  |                                                     |                                                     |                                                     |                                                     |                                                     |                                                     |  |  |  |  |  |  |  |  |  |  |
|                                                             |                                                        |                                                        |                                                        |                                                        |                                                        |            |  | 1946年アランブルック子爵                            |                                                     |                                                     |                                                     |                                                     |                                                     |  |  |  |  |  |  |  |  |  |  |
| 4代準男爵 アーサー・ブルック (1865–1907)                    | 4代準男爵 アーサー・ブルック (1865–1907)               | 4代準男爵 アーサー・ブルック (1865–1907)               | 4代準男爵 アーサー・ブルック (1865–1907)               | 4代準男爵 アーサー・ブルック (1865–1907)               | 4代準男爵 アーサー・ブルック (1865–1907)               |            |  | 初代アランブルック子爵 アラン・ブルック (1883–1963) | 初代アランブルック子爵 アラン・ブルック (1883–1963) | 初代アランブルック子爵 アラン・ブルック (1883–1963) | 初代アランブルック子爵 アラン・ブルック (1883–1963) | 初代アランブルック子爵 アラン・ブルック (1883–1963) | 初代アランブルック子爵 アラン・ブルック (1883–1963) |  |  |  |  |  |  |  |  |  |  |
| 4代準男爵 アーサー・ブルック (1865–1907)                    | 4代準男爵 アーサー・ブルック (1865–1907)               | 4代準男爵 アーサー・ブルック (1865–1907)               | 4代準男爵 アーサー・ブルック (1865–1907)               | 4代準男爵 アーサー・ブルック (1865–1907)               | 4代準男爵 アーサー・ブルック (1865–1907)               |            |  | 初代アランブルック子爵 アラン・ブルック (1883–1963) | 初代アランブルック子爵 アラン・ブルック (1883–1963) | 初代アランブルック子爵 アラン・ブルック (1883–1963) | 初代アランブルック子爵 アラン・ブルック (1883–1963) | 初代アランブルック子爵 アラン・ブルック (1883–1963) | 初代アランブルック子爵 アラン・ブルック (1883–1963) |  |  |  |  |  |  |  |  |  |  |
|                                                             |                                                        |                                                        |                                                        |                                                        |                                                        |            |  | アランブルック子爵家へ                              |                                                     |                                                     |                                                     |                                                     |                                                     |  |  |  |  |  |  |  |  |  |  |
|                                                             |                                                        |                                                        |                                                        |                                                        |                                                        |            |  |                                                     |                                                     |                                                     |                                                     |                                                     |                                                     |  |  |  |  |  |  |  |  |  |  |
| 1952年ブルックバラ子爵                                      |                                                        |                                                        |                                                        |                                                        |                                                        |            |  |                                                     |                                                     |                                                     |                                                     |                                                     |                                                     |  |  |  |  |  |  |  |  |  |  |
| 初代ブルックバラ子爵 5代準男爵 バジル・ブルック (1888–1973) |                                                        |                                                        |                                                        |                                                        |                                                        |            |  |                                                     |                                                     |                                                     |                                                     |                                                     |                                                     |  |  |  |  |  |  |  |  |  |  |
|                                                             |                                                        |                                                        |                                                        |                                                        |                                                        |            |  |                                                     |                                                     |                                                     |                                                     |                                                     |                                                     |  |  |  |  |  |  |  |  |  |  |
| 2代ブルックバラ子爵 6代準男爵 ジョン・ブルック (1922–1987)  |                                                        |                                                        |                                                        |                                                        |                                                        |            |  |                                                     |                                                     |                                                     |                                                     |                                                     |                                                     |  |  |  |  |  |  |  |  |  |  |
|                                                             |                                                        |                                                        |                                                        |                                                        |                                                        |            |  |                                                     |                                                     |                                                     |                                                     |                                                     |                                                     |  |  |  |  |  |  |  |  |  |  |
|                                                             |                                                        |                                                        |                                                        |                                                        |                                                        |            |  |                                                     |                                                     |                                                     |                                                     |                                                     |                                                     |  |  |  |  |  |  |  |  |  |  |
| 3代ブルックバラ子爵 7代準男爵 アラン・ブルック (1952–)      | 3代ブルックバラ子爵 7代準男爵 アラン・ブルック (1952–) | 3代ブルックバラ子爵 7代準男爵 アラン・ブルック (1952–) | 3代ブルックバラ子爵 7代準男爵 アラン・ブルック (1952–) | 3代ブルックバラ子爵 7代準男爵 アラン・ブルック (1952–) | 3代ブルックバラ子爵 7代準男爵 アラン・ブルック (1952–) |            |  | クリストファー・ブルック (1954–) (推定相続人)       | クリストファー・ブルック (1954–) (推定相続人)       | クリストファー・ブルック (1954–) (推定相続人)       | クリストファー・ブルック (1954–) (推定相続人)       | クリストファー・ブルック (1954–) (推定相続人)       | クリストファー・ブルック (1954–) (推定相続人)       |  |  |  |  |  |  |  |  |  |  |